# Josep Lluís Mateo
Josep Lluís Mateo (* 23. April 1949 in Barcelona) ist ein spanischer Architekt und emeritierter Universitätsprofessor.

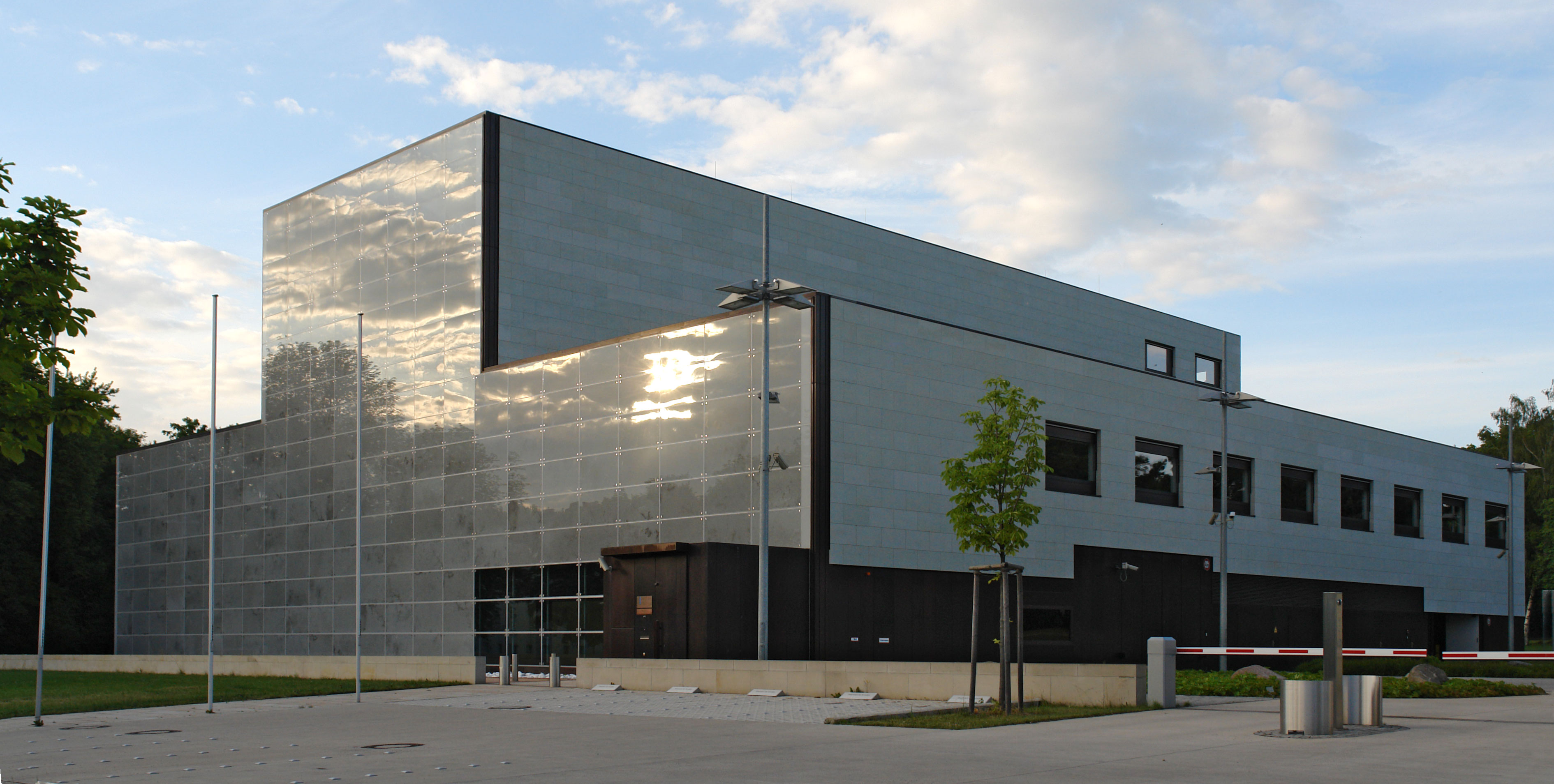
Bundesbankfiliale, Chemnitz

## Werdegang
Josep Lluís Mateo studierte bis 1974 Architektur an der Escola Tècnica Superior d’Arquitectura (ETSAB) und gründete anschließend ein Architekturbüro. 1991 gründete er die Firma „MAP Architects“ in Barcelona und leitet das Architekturbüro seit 1995 gemeinsam mit Marta Cervelló. „MAP Architects“. Unter anderem plante er die Filiale der Landeszentralbank der Deutschen Bundesbank in Chemnitz, das Internationale Convention Center in Barcelona, verschiedene Tourismus- und Büro-Komplexe in Locarno-Ascona, ein Bürohochhaus in Eurolille, das Auditorium und Museum für Zeitgenössische Kunst in Castelo Branco, den neuen Regierungshauptsitz in Haarlem und auch Vergnügungsparks in Hangzhou und Qingpu.
Josep Lluís Mateo lehrte als Gastprofessor an der ETH Zürich (1993–1995), ordentlicher Professor an der ETSAB (1996–2002), an der ABK Stuttgart, an der Unité Pedagogique 8 (UP8) in Paris-Belville, am Oslo Amatørastronomers Forening (OAF), am Berlage Institut in Rotterdam, am Getty Center in Los Angeles und als ordentlicher Professor für Architektur und Design an der ETH Zürich (2002–2014). 1994 erhielt er den Doktortitel ab der Universitat Politècnica de Catalunya und war Stipendiat am J. P. Getty Center in Los Angeles.
Von 1981 bis 1990 war er Direktor bei der Fachzeitschrift „Quaderns d’Arquitectura i Urbanisme“, die in diesem Zeitraum mit dem ACCA-Preis, LAUS-Preis, Ciutat-de-Barcelona-Preis sowie von der Union Internationale des Architectes (UIA) ausgezeichnet wurde.

## Auszeichnungen und Preise
- 1991: Italstat-Preis für junge europäische Architekten
- 1991: Biennale in Santander für die Umgestaltung des Stadtkerns von Ullastret
- 1993: FAD-Preis für Zentralgebäudes des Sportbereichs der Universitat Autònoma de Barcelona
- 2000: FAD-Preis für Sozialwohnungsbauprojekt, El Prat de Llobregat
- 2001: CEOE[3]
- Finalist bei der spanischen Biennale für Architektur für Wohngebäude auf der Borneo-Insel, Amsterdamer Hafen (1999–2000)
- XV. Grupo-Dragados-Preis für Architektur und von der

## Ehemalige Mitarbeiter
- 1996–1997: Meritxell Vaquer i Fernàndez

## Akademische Mitarbeiter
- 2006–2014: Florin Sauter